# Sierras Grandes

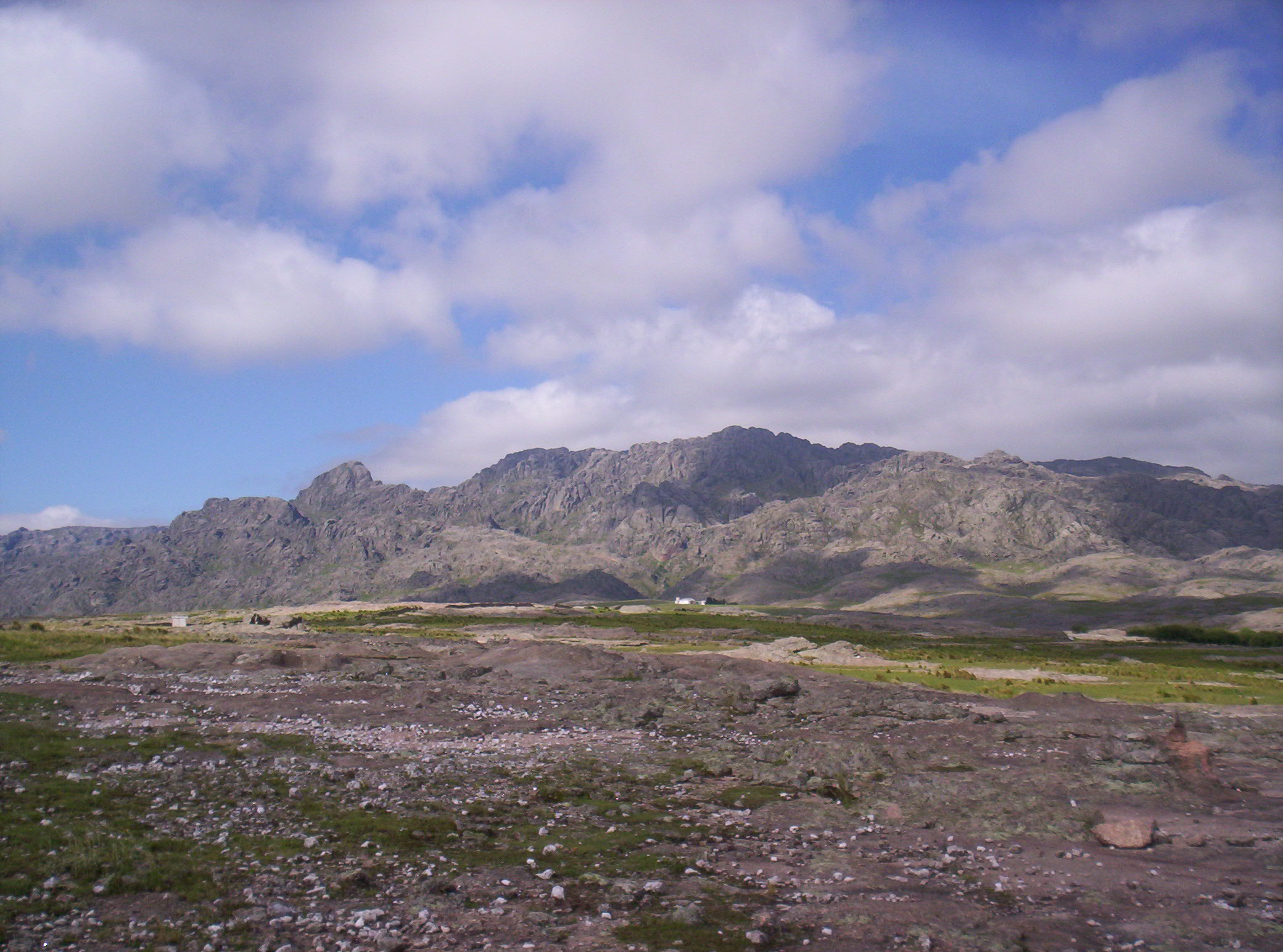
El cerro los Gigantes, uno de los más altos de las Sierras Grandes.

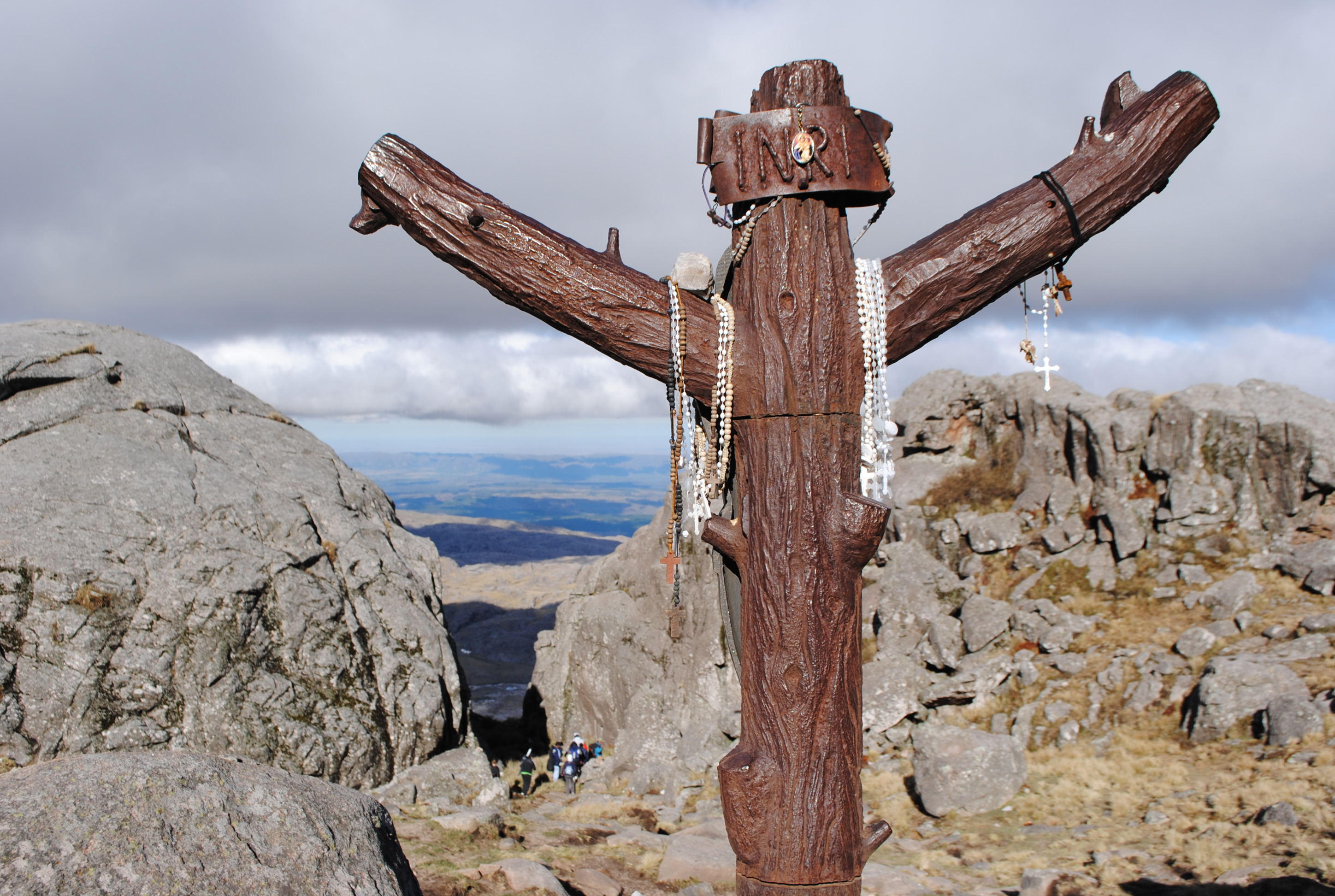
Llegando a la cima del Cerro Champaquí, el cerro más alto de las Sierras Grandes y de toda la provincia de Córdoba

Sierras Grandes es el nombre de un cordón montañoso paralelo a la Cordillera de los Andes. Se ubica al oeste de la Ciudad de Córdoba (Argentina), en el centronoroeste de la provincia homónima dentro de la región de las Sierras Pampeanas formando parte principal del conjunto llamado Sierras de Córdoba.
En esta cadena montañosa se ubican las mayores altitudes de la provincia de Córdoba.
Entre las Sierras Grandes y -al este- las Sierras Chicas se encuentran al sur, el valle de Calamuchita, y al norte el valle de Punilla. Al oeste de las Sierras Grandes se ubica el valle de Traslasierra. las Sierras Grandes se prolongan en el sur, sin solución de continuidad aunque con variado aspecto, por las Sierras de Comechingones. Por el oeste la Pampa de Pocho comunica a las Sierras Grandes con las Sierras Occidentales de Córdoba.

## Cerros más altos de las serranías
- Champaquí: 2884 m s. n. m.
- Los Linderos: 2880 m s. n. m.
- Cerro Áspero 2790 m s. n. m.
- Los Gigantes: 2350 m s. n. m.
- De la Bolsa: 2260 m s. n. m.

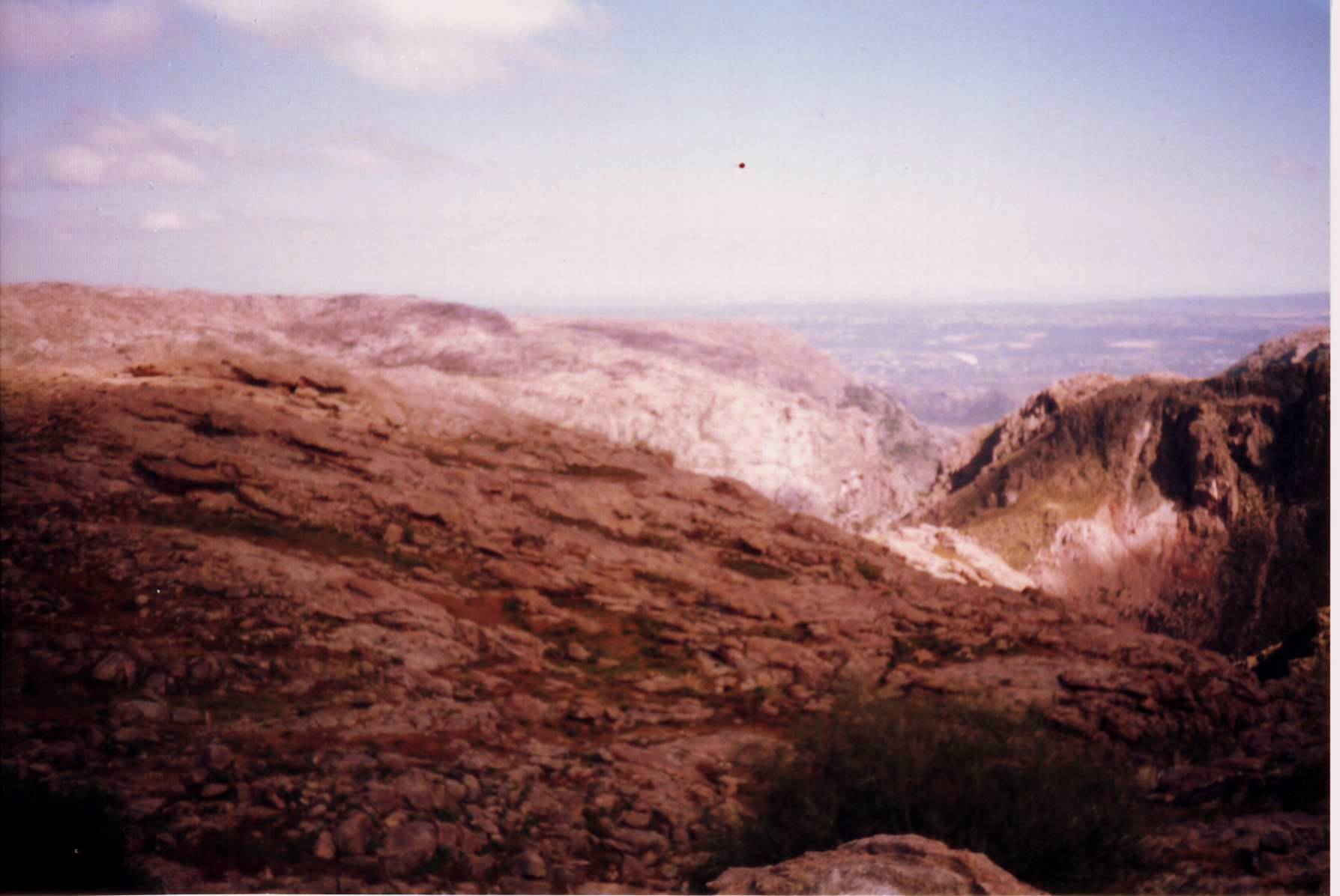
Paisaje de las Sierras Grandes.

Las leyendas locales lo señalan como uno de los emplazamientos posibles de la Ciudad de los Césares.
La principal reserva hídrica de la provincia de Córdoba se encuentra en las Sierras Grandes. Parte de dicha reserva es el Parque nacional Quebrada del Condorito y parte corresponde a la Reserva Hídrica Provincial Pampa de Achala.